# 457
سنة 457 م (بالأرقام الرومانية: CDLVII) كانت سنة بسيطة تبدأ يوم الثلاثاء (الرابط يظهر نموذج الجدول الزمني الكامل للسنة) من التقويم اليولياني. بدأت تسمية السنة ب457 منذ العصور الوسطى المبكرة، عندما أصبح تقويم أنو دوميني هو الأسلوب السائد في أوروبا لتسمية السنوات.

## وفيات
- أفيتوس (إمبراطور روماني)
- مارقيان
- يزدجرد بن بهرام